# Kids' Choice Award al film preferito
Il Kids' Choice Award al film preferito (Favorite Movie) è un premio assegnato annualmente ai Kids' Choice Awards, a partire dal 1988, al film preferito dai telespettatori del canale Nickelodeon.

## Vincitori e candidati
Qui di seguito la lista con vincitori, in grassetto, e candidati per edizione.

### 1980
- 1988
  - Beverly Hills Cop II - Un piedipiatti a Beverly Hills II (Beverly Hills Cop II), regia di Tony Scott
  - La Bamba, regia di Luis Valdez
  - Tutto quella notte (Adventures in Babysitting), regia di Chris Columbus
- 1989
  - Chi ha incastrato Roger Rabbit (Who Framed Roger Rabbit), regia di Robert Zemeckis
  - Beetlejuice - Spiritello porcello (Beetlejuice), regia di Tim Burton
  - Scuola di polizia 5 - Destinazione Miami (Police Academy 5: Assignment: Miami Beach), regia di Alan Myerson

### 1990
- 1990
  - Senti chi parla (Look Who's Talking), regia di Amy Heckerling
  - Ritorno al futuro - Parte II (Back to the Future Part II), regia di Robert Zemeckis
  - Batman, regia di Tim Burton
- 1991
  - Mamma, ho perso l'aereo (Home Alone), regia di Chris Columbus
  - Tartarughe Ninja alla riscossa (Teenage Mutant Ninja Turtles), regia di Steve Barron
  - House Party, regia di Reginald Hudlin
- 1992
  - La famiglia Addams (The Addams Family), regia di Barry Sonnenfeld
  - Papà, ho trovato un amico (My Girl), regia di Howard Zieff
  - Boyz n the Hood - Strade violente (Boyz n the Hood), regia di John Singleton
- 1994
  - Jurassic Park, regia di Steven Spielberg
  - Free Willy - Un amico da salvare (Free Willy), regia di Simon Wincer
  - Cool Runnings - Quattro sottozero (Cool Runnings), regia di Jon Turteltaub
- 1995
  - Il re leone (The Lion King), regia di Roger Allers e Rob Minkoff
  - Ace Ventura - L'acchiappanimali (Ace Ventura: Pet Detective), regia di Tom Shadyac
  - Speed, regia di Jan de Bont
- 1996
  - Ace Ventura - Missione Africa (Ace Ventura: When Nature Calls), regia di Steve Oedekerk
  - Batman Forever, regia di Joel Schumacher
  - Casper, regia di Brad Silberling
  - Toy Story - Il mondo dei giocattoli (Toy Story), regia di John Lasseter
- 1997
  - Independence Day, regia di Roland Emmerich
  - Un tipo imprevedibile (Happy Gilmore), regia di Dennis Dugan
  - Il professore matto (The Nutty Professor), regia di Tom Shadyac
  - Twister, regia di Jan de Bont
- 1998
  - Titanic, regia di James Cameron
  - Batman & Robin, regia di Joel Schumacher
  - Bugiardo bugiardo (Liar Liar), regia di Tom Shadyac
  - Men in Black, regia di Barry Sonnenfeld
- 1999
  - Rugrats - Il film (The Rugrats Movie), regia di Igor Kovaljov e Norton Virgien
  - A Bug's Life - Megaminimondo (A Bug's Life), regia di John Lasseter e Andrew Stanton
  - Il dottor Dolittle (Dr. Dolittle), regia di Betty Thomas
  - Waterboy (The Waterboy), regia di Frank Coraci

### 2000
- 2000
  - Big Daddy - Un papà speciale (Big Daddy), regia di Dennis Dugan
  - Austin Powers - La spia che ci provava (Austin Powers: The Spy Who Shagged Me), regia di Jay Roach
  - Pokémon il film - Mewtwo colpisce ancora (ポケットモンスター ミュウツーの逆襲 Poketto Monsutā Myūtsū no Gyakushū?), regia di Kunihiko Yuyama
  - Toy Story 2 - Woody e Buzz alla riscossa (Toy Story 2), regia di John Lasseter, Lee Unkrich e Ash Brannon
- 2001
  - Il Grinch (Dr. Seuss' How the Grinch Stole Christmas), regia di Ron Howard
  - Big Mama (Big Momma's House), regia di Raja Gosnell
  - Charlie's Angels, regia di McG
  - La famiglia del professore matto (Nutty Professor II: The Klumps), regia di Peter Segal
- 2002
  - Colpo grosso al drago rosso - Rush Hour 2 (Rush Hour 2), regia di Brett Ratner
  - Il dottor Dolittle 2 (Dr. Dolittle 2), regia di Steve Carr
  - Harry Potter e la pietra filosofale (Harry Potter and the Philosopher's Stone), regia di Chris Columbus
  - Shrek, regia di Andrew Adamson e Vicky Jenson
- 2003
  - Austin Powers in Goldmember, regia di Jay Roach
  - Harry Potter e la camera dei segreti (Harry Potter and the Chamber of Secrets), regia di Chris Columbus
  - L'era glaciale (Ice Age), regia di Chris Wedge
  - Spider-Man, regia di Sam Raimi
- 2004
  - Alla ricerca di Nemo (Finding Nemo), regia di Andrew Stanton e Lee Unkrich
  - L'asilo dei papà (Daddy Day Care), regia di Steve Carr
  - Una settimana da Dio (Bruce Almighty), regia di Tom Shadyac
  - Elf - Un elfo di nome Buddy (Elf), regia di Jon Favreau
- 2005
  - Gli Incredibili - Una "normale" famiglia di supereroi (The Incredibles), regia di Brad Bird
  - Harry Potter e il prigioniero di Azkaban (Harry Potter and the Prisoner of Azkaban), regia di Alfonso Cuarón
  - Shrek 2, regia di Andrew Adamson, Kelly Asbury e Conrad Vernon
  - Spider-Man 2, regia di Sam Raimi
- 2006
  - Harry Potter e il calice di fuoco (Harry Potter and the Goblet of Fire), regia di Mike Newell
  - Io, lei e i suoi bambini (Are We There Yet?), regia di Brian Levant
  - La fabbrica di cioccolato (Charlie and the Chocolate Factory), regia di Tim Burton
  - Herbie - Il super Maggiolino (Herbie: Fully Loaded) è un film del 2005 diretto da Angela Robinson
- 2007
  - Pirati dei Caraibi - La maledizione del forziere fantasma (Pirates of the Caribbean: Dead Man's Chest), regia di Gore Verbinski
  - FBI: Operazione tata (Big Momma's House 2), regia di John Whitesell
  - Cambia la tua vita con un click (Click), regia di Frank Coraci
  - Una notte al museo (Night at the Museum), regia di Shawn Levy
- 2008
  - Alvin Superstar (Alvin and the Chipmunks), regia di Tim Hill
  - Finalmente a casa (Are We Done Yet?), regia di Steve Carr
  - Pirati dei Caraibi - Ai confini del mondo (Pirates of the Caribbean: At World's End), regia di Gore Verbinski
  - Transformers, regia di Michael Bay
- 2009
  - High School Musical 3: Senior Year, regia di Kenny Ortega
  - Racconti incantati (Bedtime Stories), regia di Adam Shankman
  - Il cavaliere oscuro (The Dark Knight), regia di Christopher Nolan
  - Iron Man, regia di Jon Favreau

### 2010
- 2010[1]
  - Alvin Superstar 2 (Alvin and the Chipmunks: The Squeakquel), regia di Betty Thomas
  - Transformers - La vendetta del caduto (Transformers: Revenge of the Fallen), regia di Michael Bay
  - The Twilight Saga: New Moon, regia di Chris Weitz
  - X-Men le origini - Wolverine (X-Men Origins: Wolverine), regia di Gavin Hood
- 2011[2]
  - The Karate Kid - La leggenda continua  ((ZH)  功夫梦S) ((EN)  The Karate Kid), regia di Harald Zwart
  - Alice in Wonderland, regia di Tim Burton
  - Diario di una schiappa (Diary of a Wimpy Kid), regia di Thor Freudenthal.
  - Harry Potter e i Doni della Morte - Parte 1 (Harry Potter and the Deathly Hallows - Part 1), regia di David Yates
- 2012[3]
  - Alvin Superstar 3 - Si salvi chi può! (Alvin and the Chipmunks: Chipwrecked), regia di Mike Mitchell
  - I Muppet (The Muppets), regia di James Bobin
  - I Puffi (The Smurfs), regia di Raja Gosnell
  - Harry Potter e i Doni della Morte - Parte 2 (Harry Potter and the Deathly Hallows - Part 2), regia di David Yates
- 2013[4][5]
  - Hunger Games (The Hunger Games), regia di Gary Ross
  - The Amazing Spider-Man, regia di Marc Webb
  - The Avengers, regia di Joss Whedon
  - Diario di una schiappa - Vita da cani (Diary of a Wimpy Kid: Dog Days), regia di David Bowers
- 2014[6]
  - Hunger Games: La ragazza di fuoco (The Hunger Games: Catching Fire), regia di Francis Lawrence
  - Iron Man 3, regia di Shane Black
  - Il grande e potente Oz (Oz the Great and Powerful), regia di Sam Raimi
  - I Puffi 2 (The Smurfs 2), regia di Raja Gosnell
- 2015[7]
  - Hunger Games: Il canto della rivolta - Parte 1 (The Hunger Games: Mockingjay - Part 1), regia di Francis Lawrence
  - The Amazing Spider-Man 2 - Il potere di Electro (The Amazing Spider-Man 2: Rise of Electro), regia di Marc Webb
  - Guardiani della Galassia (Guardians of the Galaxy), regia di James Gunn
  - Maleficent, regia di Robert Stromberg
  - Tartarughe Ninja (Teenage Mutant Ninja Turtles), regia di Jonathan Liebesman
  - Transformers 4 - L'era dell'estinzione (Transformers: Age of Extinction), regia di Michael Bay
- 2016[8]
  - Star Wars - Il risveglio della Forza (Star Wars: The Force Awakens), regia di J. J. Abrams
  - Hunger Games: Il canto della rivolta - Parte 2 (The Hunger Games: Mockingjay - Part 2), regia di Francis Lawrence
  - Ant-Man, regia di Peyton Reed
  - Avengers: Age of Ultron, regia di Joss Whedon
  - Cenerentola (Cinderella), regia di Kenneth Branagh
  - Daddy's Home, regia di Sean Anders e John Morris
  - Jurassic World, regia di Colin Trevorrow
  - Pitch Perfect 2, regia di Elizabeth Banks
- 2017[9]
  - Ghostbusters, regia di Paul Feig
  - Batman v Superman: Dawn of Justice, regia di Zack Snyder
  - Captain America: Civil War, regia di Anthony e Joe Russo.
  - Il drago invisibile (Pete's Dragon), regia di David Lowery
  - Rogue One: A Star Wars Story, regia di Gareth Edwards
  - Tartarughe Ninja - Fuori dall'ombra (Teenage Mutant Ninja Turtles: Out of the Shadows), regia di Dave Green
- 2018[10]
  - Jumanji - Benvenuti nella giungla (Jumanji: Welcome to the Jungle), regia di Jake Kasdan
  - La bella e la bestia (Beauty and the Beast), regia di Bill Condon
  - The Greatest Showman, regia di Michael Gracey
  - Guardiani della Galassia Vol. 2 (Guardians of the Galaxy Vol. 2), regia di James Gunn
  - Spider-Man: Homecoming, regia di Jon Watts
  - Star Wars - Gli ultimi Jedi (Star Wars: The Last Jedi), regia di Rian Johnson
  - Wonder Woman, regia di Patty Jenkins
  - Pitch Perfect 3 , regia di Trish Sie
- 2019[11][12]
  - Avengers: Infinity War, regia di Anthony e Joe Russo
  - Aquaman, regia di James Wan
  - Black Panther, regia di Ryan Coogler
  - The Kissing Booth, regia di Vince Marcello
  - Il ritorno di Mary Poppins (Mary Poppins Returns), regia di Rob Marshall
  - Tutte le volte che ho scritto ti amo (To All the Boys I've Loved Before), regia di Susan Johnson

### 2020
- 2020[13][14][15][16]
  - Avengers: Endgame, regia di Anthony e Joe Russo
  - Aladdin, regia di Guy Ritchie
  - Captain Marvel, regia di Anna Boden e Ryan Fleck
  - Jumanji: The Next Level, regia di Jake Kasdan
  - Spider-Man: Far from Home, regia di Jon Watts
  - Star Wars - L'ascesa di Skywalker (Star Wars: The Rise of Skywalker), regia di J. J. Abrams
- 2021[17][18]
  - Wonder Woman 1984, regia di Patty Jenkins
  - Dolittle, regia di Stephen Gaghan
  - Hamilton, regia di Thomas Kail
  - Hubie Halloween, regia di Steven Brill
  - Mulan, regia di Niki Caro
  - Sonic - Il film (Sonic the Hedgehog), regia di Jeff Fowler
- 2022[19]
  - Spider-Man: No Way Home, regia di Jon Watts
  - Cenerentola (Cinderella), regia di Kay Cannon
  - Clifford - Il grande cane rosso (Clifford the Big Red Dog), regia di Walt Becker
  - Jungle Cruise, regia di Jaume Collet-Serra
  - Space Jam: New Legends (Space Jam: A New Legacy), regia di Malcolm D. Lee
  - Tom & Jerry, regia di Tim Story
- 2023[20][21]
  - Sonic - Il film 2 (Sonic the Hedgehog 2), regia di Jeff Fowler
  - Avatar - La via dell'acqua (Avatar: The Way of Water), regia di James Cameron
  - Black Adam, regia di Jaume Collet-Serra
  - Black Panther: Wakanda Forever, regia di Ryan Coogler
  - Hocus Pocus 2, regia di Anne Fletcher
  - Jurassic World - Il dominio (Jurassic World Dominion), regia di Colin Trevorrow
  - Top Gun: Maverick, regia di Joseph Kosinski
  - Monster High (Monster High: The Movie), regia di Todd Holland
- 2024
  - Barbie, regia di Greta Gerwig
  - Aquaman e il regno perduto (Aquaman and the Lost Kingdom), regia di James Wan
  - Ghostbusters - Minaccia glaciale (Ghostbusters: Frozen Empire) , regia di Gil Kenan
  - Guardiani della Galassia Vol. 3 (Guardians of the Galaxy Vol. 3), regia di James Gunn
  - La sirenetta (The Little Mermaid), regia di Rob Marshall
  - The Marvels, regia di Nia DaCosta
  - Transformers - Il risveglio (Transformers: Rise of the Beasts), regia di Steven Caple Jr.
  - Wonka, regia di Paul King